# Тайваньский королёк
Тайваньский королёк (лат. Regulus goodfellowi) — вид воробьиных птиц из семейства корольковых (Regulidae). Подвидов не выделяют.
Видовое название присвоено в честь британского орнитолога Уолтера Гудфеллоу, который внёс вклад в изучение вида.

## Описание
Длина тела 9 см, вес 7 г. Это самый красочный вид рода. У самцов срединная полоса на темени ярко-оранжевая, окаймленная чёрными боковыми полосами, которые соединяются с широкой чёрной полосой на передней части макушки; чёрная «повязка» на глазах, резко контрастирующая с белыми лбом, широкой надбровной дугой и боковой частью головы; белый подбородок; верхняя сторона тела интенсивно желтовато-зелёная, круп ярко-желтый; грудка пепельно-серая, низ серовато-белый. Радужные оболочки коричневые; тонкий игольчатый клюв чёрного цвета; ноги птицы тёмно-серые. У самки центральные перья на макушке чисто желтые, а не оранжевые. Неполовозрелые особи не описаны.
Рацион плохо изучен. Считается, что эта птица насекомоядна, а зимой также употребляют в пищу семена.

## Распространение
Эндемик острова Тайвань.